# Голосіївський провулок
Голосі́ївський прову́лок — провулок у Голосіївському районі міста Києва, місцевість Добрий Шлях. Пролягає від Голосіївської вулиці до вулиці Добрий Шлях.
Прилучається Слуцький провулок.

## Історія
Провулок відомий з 1-ї третини XX століття під сучасною назвою. У 1955 році від нього було відокремлено Тобольський провулок (нині — Слуцький провулок).